# António Ribeiro Chiado

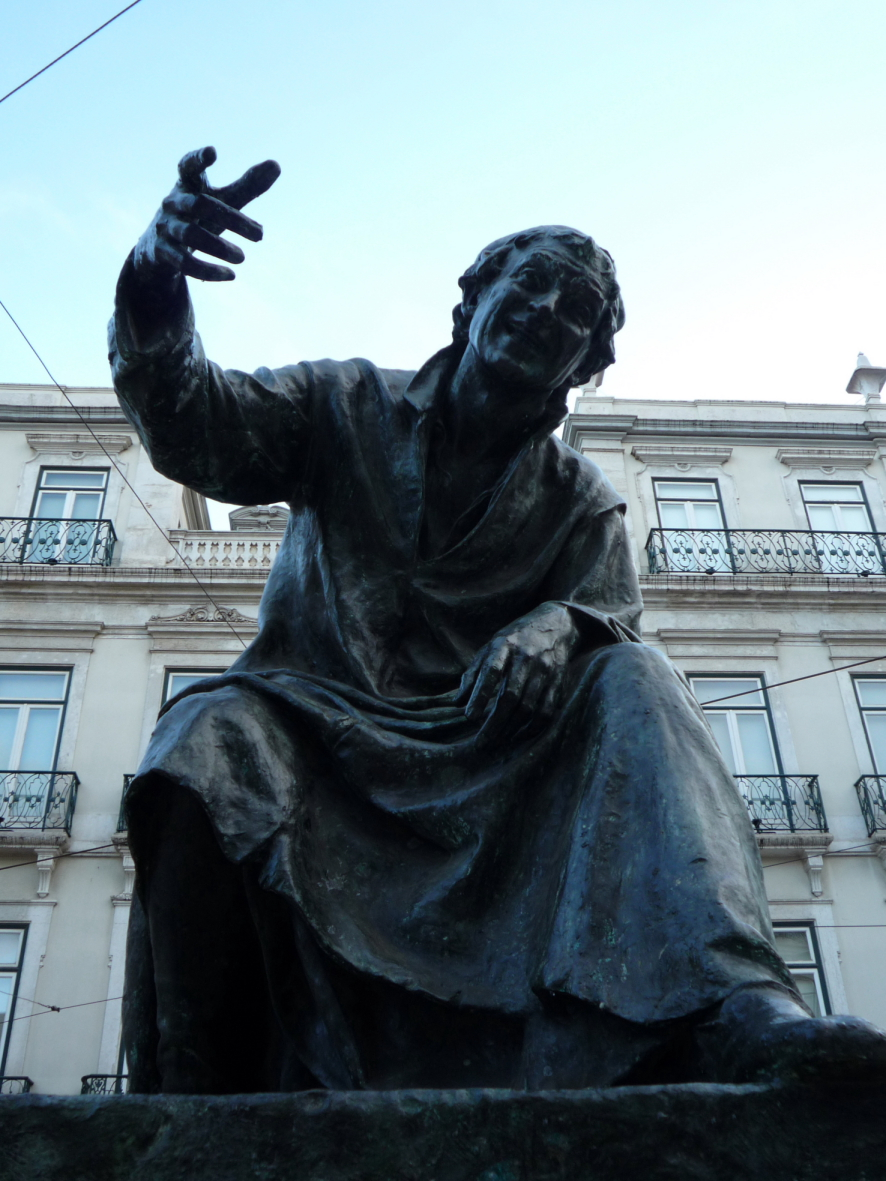
Denkmal Antonio Ribeiros im Lissabonner Stadtteil Chiado

António Ribeiro Chiado (* um 1520 in Évora, Portugal; † 1591 in Lissabon, Portugal) war ein bedeutender portugiesischer Dramatiker und Dichter der Renaissance. Der bekannte Franziskaner war auch als Darsteller in vielen seiner Stücke tätig. Neben Gil Vicente gilt er als einer der großen Dramatiker Portugals im Goldenen Zeitalter portugiesischer Literatur und Kultur. Er war auch ein Zeitgenosse von Luís Vaz de Camões.
Der Lissabonner Stadtteil Chiado ist nach ihm benannt.

## Leben und Wirken
Ribeiro entstammte einfachen Verhältnissen. Er führte vor der Vorbereitung auf die Priesterweihe ein ausschweifendes und unstetes Leben und lebte in „wilder Ehe“ mit Catarina Dias zusammen. Wegen seiner zahlreichen Affären mit Frauen galt er in der Stadt als Schürzenjäger. Als er älter wurde, besann er sich jedoch und trat noch in seiner Heimatstadt dem Franziskanerorden bei, zog nach Lissabon und führte seitdem ein beispielhaftes Leben. In dieser Zeit entstand auch sein Werk. Trotz so mancher satirischer Einschläge erlaubte der Orden das Schreiben weltlicher und satirischer Werke sowie Auftritte als Schauspieler in seinen Stücken. Ein Stück wurde vor König Johann III. aufgeführt.
Ribeiro Chiados Werk besteht vor allem aus Theaterstücken, die man als komisch-satirisch bezeichnen kann und in denen er die Schwächen des Menschen aufs Korn nahm. Oft imitierte der talentierte Autor und Stimmenimitator bekannte Persönlichkeiten seiner Zeit, was zu großen Lachstürmen geführt haben soll. Im Volk waren seine Werke, die auch von einfachen Leuten verstanden wurden, sehr beliebt. In seiner Poesie ging er der Frage nach der platonischen Liebe nach, die er als göttliches Ideal oftmals verherrlichte.
Der Lissabonner Stadtteil Chiado ist nach Antonio Ribeiro Chiado benannt, unter anderem weil er dort wirkte und sein Kloster dort in der heutigen Rua Almeida Garrett stand. Dort befindet sich auch eine 1925 von der Stadtverwaltung aufgestellte Bronzestatue des Dichters, die vom bekannten Bildhauer António Augusto da Costa Mota (1862–1930) stammt.

## Werk
- Philomena dos lavores dos santos com outros devotos, 1585, Lyrik.
- Leitreiras sentenciosas, os quaes se acharram em certas sepulturas de Hespanha feitos em trovas, 1602 (posthum), Lyrik.
- Auto de Gonçalo Chambão, Theaterstück, Uraufführung posthum 1613.
- Práctica Doyto feguras, Theaterstück, o. J.
- Auto das Regateiras, Theaterstück, o. J.
- Práctica dos compadres, Theaterstück, o. J.
- Auto da natural invencão, Theaterstück, o. J.
- Cartas Jocosos, (Lustige Briefe), o. J. Briefwechsel.